# Puccinellia fernaldii
 Puccinellia fernaldii es una especie de planta herbácea de la familia de las poáceas. Se encuentra en el este de EE. UU.

## Descripción
La inflorescencia cuenta con algunas espiguillas en la antesis. Lemas violáceos hacia la base con un amplio margen transparente hacia el ápice. 

## Taxonomía
Puccinellia fernaldii fue descrita por (Hitchc.) E.G.Voss y publicado en Rhodora 68: 445. 1966.
Etimología
Puccinellia: nombre genérico otorgado en honor de Benedetto Puccinelli (1808–1850), profesor de botánica en Lucca.
fernaldii: epíteto otorgado en honor del botánico estadounidense Merritt Lyndon Fernald (1873-1950).
Sinonimia
- Torreyochloa pallida var. fernaldii (Hitchc.) Dore
- Torreyochloa fernaldii (Hitchc.) Church.[4]